# となりのネネコさん
『となりのネネコさん』は、宮原るりによる日本の4コマ漫画作品。
作者の公式サイト「ヘッポコロジー」にて連載中、また『ウンポコ』（新書館）にて同誌休刊まで連載。単行本が3巻まで刊行されている。

## 概要
元々は、作者が公式サイトで連載されていたものであったのが好評を博し、新書館よりコミックス化及び『ウンポコ』での連載で漫画家デビューとなる。公式サイトで連載されているものが本編であり、『ウンポコ』で連載されていたものは特別編という扱いである。また、作者の公式サイトにおいては本編だけでなく季節ごとの特別イベント漫画や、番外編なども時に掲載されている。
現在は宮原が商業誌での連載を中心に活動していることもあって、本編に関しては更新が中断されたままだが、番外編が極まれに登場することがある。

## あらすじ
とある中学校の2-Aに転校して来た女生徒・佐藤ネネコ。彼女は一見ごく普通の女生徒だが、一部分（顔）が丸々ネコだった。彼女を中心として中学校を舞台にしたドタバタ劇の始まりである。

## 登場人物

### 生徒
佐藤ネネコ（さとう ネネコ）
主人公。黒髪のロングヘアの一見ごく普通の女生徒だが、顔だけが丸々ネコ。5月に転入してくるなり、「下僕のみなさん」と言い出したりとかなり傍若無人な性格。呪いが得意だったり、爪を自由に伸ばせたりと様々な特技を持つ。身体能力も高い。ネコ扱いされるのを嫌い、気に入らない相手には容赦が無い。それゆえに、彼女の前では「ネコ」は禁句となっている。その特技の数々や傍若無人な性格で、山田をはじめ、クラスメイトには一目置かれるボス的存在となった。家族構成や過去などは謎に包まれている。蜜が好き。後に茶道部に入る。何者をも恐れない性格だが、茶道部の天然コンビにはさすがにかなわない。好きな物は食べ物で、嫌いな物は猫畜生。
山田花（やまだ はな）
2-A生。ネネコが転入してきた際、隣の席になった女の子。素直で人を疑う事を知らないタイプ。純朴で優しい性格で、ネネコに下僕扱いを受けながらもネネコと仲良くしている。それゆえか、ネネコも多少ながら心を許しているようである。下手ながらもお菓子作りが趣味だが、成功率は50%。クラスメイトの小林や池内とは親友の間柄。裕太に好意を持つ。兄が1人いる。茶道部員。
小林泉（こばやし いずみ）
2-A生。背が高く、ちょっとクールな女の子。山田の親友。実家は和菓子屋で、下僕としてネネコにあげているが亜ネネコの和菓子に対するアドバイスが的確なので、メモを取るようになった。裕太とは家が隣同士の幼馴染。バレーボール部員で、レギュラーになるほどの腕前。
池内あや（いけうち あや）
2-A生。ウェーブのかかった髪の、明るい性格の女の子。山田の小学校からの親友。ネネコのヘアアレンジ担当。軟式テニス部員。
谷裕太（たに ゆうた）
2-A生。男子生徒。山田の想い人。明るく何でも物事に興味を持つ性格で、ネネコにも恐れず興味津々。声がでかくて迂闊で無神経、その上空気が読めないため頻繁にネネコに呪いをかけられ、その回数は他の誰とも比べられない。ネネコの蜜補充担当になってからは、蜜に詳しくなった。姉が1人いる。サッカー部員。
吉川ミナ（よしかわ ミナ）
2-A生。女生徒。家は旧家のお金持ち。傍目には才色兼備のアイドル（他校限定）だが、変態的なまでのネコ耳好きのエロオタク。ネコ耳オタクが高じて、ネネコのストーカー的存在にまでなった。ネネコにはうっとうしがられているが、めげない。ネコ耳にはこだわりがあるようで、本人いわく、黒髪でスレンダーな娘が好みとのことでネコ耳をつけた山田には無反応だった。放送部の幽霊部員で、ネネコが入部した部に転部しようと付きまとうが、ネネコの部が茶道部に決まったため、佐倉先生に惚れている先生に教師生命をかけて反対され、言いくるめられて諦めさせられた。小学生時代はテレビ・漫画・雑誌を見られず、下ネタを聞くと赤面し、騒ぎがあると穏やかに諭す、典型的な純粋御嬢様キャラであったが、ある事情によりエロオタクへと転落する。
木下望（きのした のぞみ）
3年生の、三つ編みの女生徒。茶道部部長。見た目は穏やかで清楚だが、かなりの癒し系天然キャラ。ネネコも彼女の天然の前には毒気を抜かれてしまう。
伊藤隆（いとう たかし）
3年生で、銀髪の男子生徒。ルックスが良く、身長は180cm以上。学校のアイドル的存在だが、本人はかなりの不思議系で、ボケた性格。また、何かにつけ一言足りない癖に、余計な事が一言多い。その性格の真実がほとんどの女生徒には知られていないため、親友の佐伯は彼のせいで常に苦労している。無類のネコ好きで、ネコの顔をしたネネコに一目惚れし「天使」と呼ぶまでに至るもネネコからは呪われたり膝蹴りを食らったりと報われない。軟式テニス部員だが、テニスは下手。
佐伯朋範（さえき とものり）
3年生で、伊藤の親友。伊藤のボケた性格のために、伊藤に惚れている女生徒から問い詰められたりと苦労が絶えず女性恐怖症でフェミニストとなる。陸上部のエース。
中島咲子（なかじま さきこ）
3年生で、眼鏡をかけ、鉢巻を締めた女の子。伊藤ラブの親衛隊長で、2人の取り巻きがいる。伊藤の性格の真実を知った上でなお惚れており、伊藤のためならあらゆる努力も惜しまない。伊藤が惚れているネネコに対して敵意をあらわにする。木下とは同じクラス。何から何まで昭和の薫り。
犬飼麻智（いぬかい まち）
2-A生。チワワのような、顔・気弱な性格・虚弱な体質であり、ネネコが転入した少し後まで病気のため休学していた。やはり犬顔の母親がハーフでフランス人の血を1/4引いている。クリスチャンであり、クリスマスには毎年ミサに出ている。クラスメイトの勧めでバスケットボール部から茶道部に転部する。本気になるとかなり足が速い。
2-Eコンビ
麻智の、1年生の時のクラスメイト。押し付けがましい友情表現が麻智にストレスを与え、体を壊して休学する原因の1つとなっていた。しかし、当人達にはその自覚も、悪気もない。場の空気が読めず、周りから浮いている。作者の中学生時代を投影したキャラクターとのこと。
成瀬圭悟（なるせ けいご）
2-A生。髪は長めで目が細い。趣味は『人間観察』で、対象人物の行動パターンを探り、特徴や弱点、秘密などを利用して相手を誘導したりと、まるで軍の参謀のような人物。先生がクリスマスプレゼントとして『麻呂セット』を贈りつけた事を根に持っており、かなり陰険な仕返しをする。怒りなどをあまり表に出さないが、そのかわりに背後から静かにオーラが湧き上がる。
矢島（やじま）
番外編『やじまち』に登場する男子生徒。麻智の1年生の時のクラスメイト。麻智の長期休学の原因となったある出来事により、麻智とは気まずい関係になっていたのだが、泉のちょっとした介入をきっかけにお互い誤解を解き、急接近することに。目つきがかなり悪いが、本人はずっと気付いていなかったらしい。
本間（ほんま）
番外編『やじまち』に登場する男子生徒。麻智の1年生の時のクラスメイト。矢島とは小学校が一緒。普通、気まずくて出来ないような事をさらりと普通に出来るタイプ。女子に陰で人気がある。
根岸（ねぎし）
番外編『へっぽこ雪合戦』に登場する男子生徒。裕太の親友。3年の木下望に密かに惚れている。
天野（あまの）
番外編『へっぽこ雪合戦』に登場する男子生徒。裕太の親友。作中で木下に惚れ、根岸にライバル視されてしまう。

### 教師
先生（せんせい）
2-Aの担任で、眼鏡をかけた若い男。本名不明。担当教科は社会科。卓球部顧問。自分限定の事なかれ主義者で、冷淡かつ傲慢な性格のため、考え方はかなり陰険。2-B副担任の佐倉先生に惚れていて、そのため2-B担任のルーシーが嫌い。容赦ないツッコミはプロ級だが、佐倉先生がからむと急激に判断力が鈍り、ドロドロ状態となる。吉川とは犬猿の仲で首を絞めて落としたり、全力ビンタ・踏みつけたりと訴えられるギリギリな行為が多い。本人は吉川を女生徒とは考えていないようである。また、かなり視力が悪いようで、眼鏡が無いと箪笥の角に頭をぶつける・バナナの皮で滑って転ぶなど、ベタなボケ役へと早変わりする。
ルーシー
2-Bの担任。本名、留司（とめじ―苗字は不明）。英語科担当。先生に『目を瞑ると嫌な残像残りまくりの狂気的色彩感覚』と言われるほどのド派手な格好で、オカマ言葉とルー語を掛け合わせたようなかなり独特な話し方だが、本人はそれを“エレガントな言葉”だと考えているらしく、オカマではない。コーラス部顧問だが、誰よりも声がでかく、そして誰よりも音痴。『耽美喫茶 愛舞夢』（ラブ・ドリーミン）という喫茶店の常連であるが、オーナーである「マリーン」やルーシーの派手な衣服を作る「ミスター・グッドマン」など“濃い”人物ばかり集まっているため、その中では彼の濃さは煤けてしまう。
佐倉涼子（さくら すずこ）
2-Bの副担任。女性教師。茶道部顧問。癒し系で、かなりの天然。ネネコも彼女の前には毒気を抜かれてしまう。「さくらちゃん」と呼ばれている。
山本仁（やまもと じん）
保健室の養護教諭。通称「山さん」。天然パーマで無精髭を生やし、かなりのヘビースモーカー、校舎内は禁煙であり、本当は規則違反。なるべく教頭などにバレないようにと、保健室に空気清浄機を持ち込んでいる。何から何までやる気なさ気な男だが、面倒見がいい。先生いわく「いい人なんだがモテ臭が気に入らん」「若い頃さんざんモテただろうに未だ表舞台から下りる気配がない男」。たまに何の気無しの言動で佐倉先生の好感度を上げちゃったりしている。コーヒーの淹れ方にこだわりを持っており、そのコーヒーと一部は他が目当てで放課後などには様々な教師が保健室を訪れる。
土屋先生（つちやせんせい）
伊藤の担任。通称「つっちー」。名前・担当教科などは不明。ベテラン教師。
富田（とみた）
体育教師。通称「マッスル」。典型的な脳筋であり、なおかつ谷並みに空気が読めない。佐倉先生に好意を寄せているが、恋愛レベルは中学生に負けている。「ウンポコ」及び収録単行本のみに登場し、WEB版では登場していない。

### その他
山田直（やまだ なお）
山田花の兄。花兄。高校生。なんとかしてモテたい年頃。バイト先のお姉様方からの助言により、趣味で料理を始めるが、妹同様、成功率は50%。
マリーン
『耽美喫茶 愛舞夢』（ラブ・ドリーミン）のオーナーで、本名：海ノ介。ルーシーの憧れの存在。ルーシー同様、かなり派手な格好・オカマ口調。濃さはルーシー以上だが、ルーシーとは違いかなり良い人。
ミスター・グッドマン
『耽美喫茶 愛舞夢』（ラブ・ドリーミン）の常連で、本名：良男。ルーシー・マリーンの親友。趣味は服を作る事らしく、ルーシーの奇抜な衣装はすべて彼の渾身の作。チョビ髭で格好の派手さも飛び抜けているが、3人の中で唯一まともな口調で話す。
さとみさん
山田直のバイト先のお姉様方の一人。茶髪でたれ目。大学生だが、バイト歴は直の方が長い。
宮本（みやもと）
小学校時代の吉川の初カレ。当時の成瀬のアドバイスから、漫画・雑誌を読めなかった吉川へ自分の所持本をアピール。その頃クラスのアイドルだった吉川に告白し、OKされた。しかし、彼の兄が嫉妬をし、吉川にわざとオタク・猫耳萌え系の本を渡したことにより、彼女は変貌する。
民さん（たみさん）
吉川家の家政婦。かなり厳しい人物だが、誰よりもミナを心配している。何があっても決して文句を言わず、料理の腕は超一流。ミナの家で働く彼女は最初に山田に会った時、自分と同じ匂い「苦労性」を感じたらしい。愛読書は『嵐と共に去りぬ』など、古い文学作品。

## 登場する架空の物語・書物
美少女整備士ブレザームーン
一世を風靡した美少女アニメ。ストーリーは、ブレザーを着た主人公が故障した車や機械を整備するだけ。しかし、かなりのドジッ子のためいつも整備に失敗し、普通の車だったりしたものがメカ怪獣になったりする。彼女がいなければ世界は平和。ちなみに、月とは何の関連性も無い。少女に絶大な人気を誇ったが、理由は全く不明。
ドラゴンポール
一世を風靡した冒険アニメ。主人公は星のマークがついた竿を売って暮らす竿だけ屋の少年。しかしその中には不思議な力を持っている『ドラゴンポール』が含まれており、知らずにうっかり7本集めてしまうとドラゴンが出てくる。だからといって別に願いを叶える等の特典はなく、暴れまくるだけなので非常に大変かつ迷惑。少年は世界一の竿だけ屋になる事を目指して各地を回るが、あちこちでドラゴンが出てくるので毎回退治するハメになる。少年が廃業すれば世界は平和。少年に絶大な人気を誇ったが、人気の理由が全く分からない。
嵐と共に去りぬ
民さん愛読の古い文学作品。ストーリーは不明。
月刊OTA-Q
弟に彼女（吉川）が出来た事に嫉妬した宮本の兄が、2人を別れさせるため“弟が読みたがっていた”という名目で吉川に見せたマイナー雑誌。宮本の兄は吉川を引かせるために用意したが、吉川がオタクに豹変する原因となってしまった。
暴君ネロコ
『月刊OTA-Q』に連載される、色々と最低な下ネタマイナーバカ漫画。吉川が『月刊OTA-Q』を開いた時、最初に目にしてしまった。主人公はネコ耳で、彼女をネコ耳マニアのエロオタクに変貌させた元凶。
週刊マカロン
コミック雑誌の一つ。
少年ダウン
コミック雑誌の一つ。
heppo
人気の月刊誌。ティーンエイジャー御用達のファッション雑誌。山田直も所持している。
猫耳白書
吉川の所持本。民さんへのクリスマスのプレゼントとして『嵐と共に去りぬ』などの愛読書に混ぜて贈ったが、見事に一冊だけ撥ね返された。
ポケットねこ
中島が猫好きの伊藤にプレゼントした、小さな猫写真集。
猫日和
中島が伊藤に渡した猫の写真集の一つ。
蜂蜜大全
ネネコがクリスマスに“蜜奉行”である谷に渡した。本人はネネコの蜜壷の補充係になって以来蜂蜜に詳しくなっているらしく、素直に喜んでいた。

## 単行本
ウンポココミックスから3巻まで刊行されている。ネット掲載分は、コミックス化の際に大幅に描き直しをされている。
1. 2007年4月発行、オールカラー版 ISBN 978-4-403-67034-3
2. 2008年4月発行、オールカラー版 ISBN 978-4-403-67049-7
3. 2009年4月発行、オールカラー版 ISBN 978-4-403-67068-8

## ドラマCD
2007年6月発売の『ウンポコ』Vol.10の付録のドラマCD『となりの暴れん坊QPING』に収録。第1話・第2話をまとめたストーリー。

### キャスト
- 佐藤ネネ子 - 沢城みゆき
- 山田花 - 綱掛裕美
- 吉川ミナ - 志村由美
- 谷裕太 - 疋田高志
- 小林泉 - 大浦冬華
- 池内あや - 中司優花
- 先生 - 金野潤